# 乘浪之約
《乘浪之約》（日语： Kimi to, Nami ni Noretara *）是由湯淺政明導演及其旗下的Science SARU製作，在2019年6月10日於安錫國際動畫影展首映並參加其競賽的日本動畫電影，後在6月21日於日本上映，台灣則是在同年8月9日。該片同時也在上海國際電影節的金爵獎上獲得最佳動畫片獎。
電影講述熱愛衝浪的女大學生向水雛子因為身為消防員的男友雛罌粟港死於海上事故，陷入悲痛之中，某日她發現已過世的港再度出現在她的面前，雙方短暫重逢的期間，也讓雛子逐漸發掘屬於自己的道路。

## 概要
《乘浪之約》的導演湯淺政明曾在《蠟筆小新》的播送初期擔任作畫監督、造型設定與原畫，後來在《心靈遊戲》、和《四疊半神話大系》擔任導演，並憑著《春宵苦短，少女前進吧！》獲得第41屆日本電影學院獎最佳動畫片獎。《乘浪之約》與同樣由他導演，曾獲2017年安錫國際動畫影展最佳動畫長片（水晶獎）的《宣告黎明的露之歌》一樣，也是一部海洋題材的動畫電影，同時還夾雜著奇幻的元素。當談到這部作品時，湯淺表示《乘浪之約》是一部會輕輕的推你的背後一把的電影，同時還說：「和我至今為止的作品相比，《乘浪之約》是非常單純的愛情故事，我認為是一部相當老少咸宜的作品。雖然有刻意做得淺顯易懂一些，但所有畫面我都很喜歡。如果只是將一般的戲劇畫成動畫，那就毫無意義了，因此本作中隨處充斥著令人驚嘆的畫面」。
負責為男女主角配音的是片寄涼太（GENERATIONS from EXILE TRIBE）和前AKB48成員川榮李奈，前者為首嘗聲優滋味，後者則是初次為動畫電影獻聲。談到他們的表現時，導演湯淺表示：「將片寄的聲音搭配上畫面時，我心想『這下子雛罌粟港的帥氣度可以掛保證了』，他的聲音真是既帥氣又有氣質。川榮表現得超乎預期，我認為替這角色（雛子）取得了良好的平衡」。
電影的場景參考了千葉縣銚子市、長生郡一宮町的釣崎海灘和千葉市中央區的千葉港之塔。另外神奈川縣湘南地區的海亦有出現。

## 劇情
向水雛子是一個衝浪愛好者，因為大學的關係而要搬到海邊城市居住，她雖在海浪之上無所畏懼，但卻對自己的未來沒有自信。在一次火災中，雛子與消防員雛罌粟港結緣，兩人很快便墜入愛河，但就在兩人發展成密不可分的關係時，港卻在一次海難意外中失去性命。
再也無法面對自己最喜歡的大海，日漸憔悴的雛子，某天無意中哼起了兩人常唱的歌曲時，港卻在水中出現，並說：
|  | 「我們不是已經約好了嗎？我會一直幫助雛子的。」 |

雛子很高興再次見到已經死去的港，但為何要為這對情侶的未來帶來奇蹟？港再次出現的目的又是什麼？

## 登場角色
雛罌粟港（聲：片寄涼太（GENERATIONS from EXILE TRIBE），香港配音：周良鴻）
本作男主角，任職消防員，為人有正義感，在工作上備受信賴且受到大家的好評。擅長烹飪。
過去曾經在溺水時被雛子所救，以此契機立志成為消防員。後來在雛子的租屋處發生火災時救了對方，與之相戀，卻在某天因海上事故喪命。在某天突然在雛子面前的水中出現，每逢雛子哼唱兩人喜歡的歌曲「Brand New Story」便會自動從水裡現身，與後者渡過兩人的時光（但是旁人無法看見港的存在），同時擁有操控水的能力。直至山葵向雛子告白與察覺自己無法碰觸雛子的身體，始意識自己死亡的事實。最終在廢棄建築火災事件中幫助雛子與洋子撲滅火勢，向雛子、山葵、妹妹洋子告別後升天。
向水雛子（聲：川榮李奈/木野日菜（童年），香港配音：蘇麗珊）
本作女主角，擅長衝浪，也有相當實力的大學生，因為大學位在海邊城市的關係而搬家。
個性開朗，但仍對自己的未來感到苦惱。遇到港後與其相戀，但在其死後便鬱鬱寡歡，某天哼著兩人愛唱的曲子「Brand New Story」時卻意外導致港的重新出現。原本沉浸於和港度過兩人時光，後因為阻止港升天的同時意識自己過度依賴對方，加著獲知港成為消防員的緣由與閱讀後者遺留「駕馭自己的浪潮」的訊息，選擇參加救生員培訓課程，但在偕同洋子調查計劃在廢棄建築物施放煙火的年輕人期間受困火場中，及時召喚港協助她們滅火兼運用衝浪技巧救出洋子脫離火場。
在聖誕節時通過測驗考取救生員證書，在獨自閱讀港一年前遺留給她的訊息時傷心崩潰。結局時走出失去港的悲痛之情，活用自身的衝浪技巧履行救生員的職責。
雛罌粟洋子（聲：松本穗香，香港配音：李蔓宜）
港的妹妹，仰慕她的哥哥，但對其他人一貫採取冷漠的態度。後來向雛子透露港立志成為消防員的原因。廢棄建築物火災事件後，在聖誕節偕同山葵、雛子參觀千葉港之塔，慶祝雛子取得救生員資格。
川村山葵（聲：伊藤健太郎，香港配音：李震權）
新進消防員，港的後輩。個性平易近人，但在事業方面卻仍是個半吊子，幹練程度仍不及港。過去曾經勉勵遭欺負的洋子返回學校上課，後來向洋子告白，與後者成為情侶。

## 製作
《乘浪之約》正在製作的消息首次公開於2018年的東京國際電影節，並由湯淺政明本人宣佈將執導該部作品。他將該部電影描述為「簡單的浪漫喜劇」，並會有「許多令人興奮的場景」，描繪水與火之間對比的畫面。湯淺也將生活與「駕馭海浪」相比較，並表示這種對比會是故事的基調。《乘浪之約》的製作公司是Science SARU，一家由湯淺和韓裔日本人崔恩映創辦的動畫工作室，編劇為此前曾為《電影版 聲之形》執筆並多次與湯淺合作的吉田玲子，而大島滿則負責音樂創作。2019年1月，劇組宣佈男團GENERATIONS from EXILE TRIBE的片寄涼太和前AKB48成員川榮李奈分別為兩位主角雛罌粟港與向水雛子的配音員。一個月後，松本穗香和伊藤健太郎亦被確認將分別聲演另外兩位配角，雛罌粟洋子和川村山葵。
電影主題曲是GENERATIONS from EXILE TRIBE的《Brand New Story》，其MV則由Science SARU製作，並穿插著GENERATIONS from EXILE TRIBE的成員和電影的原創畫面。而在電影中，分別為兩位主人公的聲演片寄和川榮亦會歌唱這一首曲子，該插曲原本為兩人分別錄製，後來在片寄要求下才改為合唱。為了推廣《乘浪之約》，漫畫家在《Deluxe BetsuComi》上刊載兩位主人公第一次見面時的原創故事。

### 製作人員
- 監督：湯淺政明
- 劇本：吉田玲子[3]
- 音樂：大島滿[3]
- 製作：山口真（日语：山口真 (フジテレビ)）、市川南（日语：市川南 (映画プロデューサー)）、湯淺政明、弓矢政法、久保雅一（日语：久保雅一）、森田圭、渡邊章仁
- 企劃：松崎容子（日语：松崎容子）
- 執行製作人：種田義彥
- 製作人：岡安由夏、崔恩映
- 共同製作人：小原一隆、鹽入大介
- 角色設計、總作畫監督：小島崇史
- Flash動畫總監：阿貝爾·岡戈拉（Abel Gongora）
- 美術監督：赤井文尚
- 色彩設計：中村絢郁
- 攝影監督：福士享
- 編輯：廣瀨清志
- 音響演出：笠松廣司
- 後期錄音演出：木村繪理子
- 動畫製作：Science SARU
- 配給：東寶
- 製作委員會：「乘浪之約」製作委員會（富士電視台、東寶、Science SARU、JR東日本企劃（日语：ジェイアール東日本企画）、小學館、KDDI、Lawson Entertainment（日语：ローソンエンタテインメント））

## 發行
《乘浪之約》於2019年6月21日在日本全國公映，此前更已在6月10日於安錫國際動畫影展首映。中國大陸方面則原定在同年8月7日上映，但在上映五天前宣佈撤擋，後最終定檔在2019年12月7日公映。
2019年7月2日，GKIDS宣佈以「Ride Your Wave」為標題，計劃在2020年在北美洲的影院上映《乘浪之約》。

## 衍生作品
漫画
由キアチマチ負責作画、監修：2019「乘浪之約」製作委員会（Flower comics）。
| 冊數 | 小學館        | 小學館                 |
| 冊數 | 發售日期      | ISBN                   |
| ---- | ------------- | ---------------------- |
| 全   | 2019年5月24日 | ISBN 978-4-09-870506-1 |
小說
原作：湯浅政明、脚本：吉田玲子、著者：豊田美加（小学館文庫）。
| 冊數 | 小學館       | 小學館                 |
| 冊數 | 發售日期     | ISBN                   |
| ---- | ------------ | ---------------------- |
| 全   | 2019年6月6日 | ISBN 978-4-09-406646-3 |
視覺書
（書籍扱いコミックス単行本）
| 冊數 | 小學館        | 小學館                 |
| 冊數 | 發售日期      | ISBN                   |
| ---- | ------------- | ---------------------- |
| 全   | 2019年6月21日 | ISBN 978-4-09-179298-3 |

## 反應
爛番茄根據22條評論，持有83%的新鮮度，Metacritic則根據8條評論給出60/100分，屬「好壞參半」級別。
《乘浪之約》於2019年6月21日在日本全國299家影院上映，並在開幕週以¥8000萬的成績位列票房榜的第9位。
《日本時報》的馬特·施利（Matt Schley）看完《乘浪之約》後，為該作打出4星（滿分5星），讚揚電影有著「迷人的人物角色」，但同時亦提到該作對於湯淺的其他作品來說實在過於「平淡」。

### 獲得獎項與提名
| 年份 | 影展/獎項        | 類別                       | 得獎人                   | 結果 | 來源   |
| ---- | ---------------- | -------------------------- | ------------------------ | ---- | ------ |
| 2019 | 安錫國際動畫影展 | 水晶獎                     | 《乘浪之約》             | 提名 | [ 27 ] |
| 2019 | 上海國際電影節   | 金爵獎最佳動畫片獎         | 《乘浪之約》             | 獲獎 | [ 28 ] |
| 2019 | 加拿大奇幻電影節 | 長篇動畫部門今敏評審團大獎 | 《乘浪之約》             | 獲獎 | [ 29 ] |
| 2019 | 錫切斯影展       | 最佳動畫片獎               | 《乘浪之約》             | 獲獎 | [ 30 ] |
| 2020 | 每日電影獎       | 動畫電影獎                 | 《乘浪之約》             | 提名 | [ 31 ] |
| 2020 | 安妮獎           | 最佳獨立製作動畫長片       | Science SARU             | 提名 | [ 32 ] |
| 2020 | 安妮獎           | 最佳動畫電影導演           | 湯淺政明（Science SARU） | 提名 | [ 32 ] |

## 外部連結
- 官方网站 （日語）
- 電影《乘浪之約》公式的X（前Twitter）
- 電影《乘浪之約》公式的Instagram帳戶
- Ride Your Wave（動畫）在動畫新聞網百科全書中的資料（英文）
- 互联网电影数据库（IMDb）上《浪尖上的約定》的资料（英文）